# Moody Blue
| Recensione                    | Giudizio |
| ----------------------------- | -------- |
| AllMusic                      | [ 4 ]    |
| Robert Christgau              | B–       |
| MusicHound                    | [ 6 ]    |
| The Rolling Stone Album Guide | [ 7 ]    |
| Rough Guides                  | [ 8 ]    |

Moody Blue è il 42º e ultimo album in studio di Elvis Presley, pubblicato nel 1977, circa un mese prima della sua morte.

## Descrizione
Il disco è un mix di brani live e di incisioni da studio cucite insieme, e include tracce risalenti all'ultima sessione in studio di Presley del 1976, come ad esempio Moody Blue, già uscita come singolo, e Way Down che diventerà un successo dopo la morte di Presley avvenuta un mese dopo la pubblicazione dell'album. All'epoca la RCA non aveva abbastanza materiale per un nuovo album di studio (la maggior parte dei brani registrati da Elvis nel 1976 erano già stati usati per l'inclusione nel precedente album From Elvis Presley Boulevard, Memphis, Tennessee), quindi scelse di includere nel disco tre canzoni eseguite dal vivo a Ann Arbor, Michigan, il 24 aprile 1977, compresa una versione di Unchained Melody, che sarebbe stata pubblicata come terzo singolo dopo la morte del cantante. La RCA e il produttore Felton Jarvis avevano fissato per il gennaio 1977 una seduta in studio di registrazione a Nashville per incidere nuovi brani da includere nel disco in uscita, ma Elvis non si presentò mai in studio, dichiarando di essere ammalato e di sentirsi poco bene (una scusa che aveva usato spesso durante gli anni sessanta per non registrare le colonne sonore dei suoi film). Jarvis e la RCA non poterono fare altro che rimpolpare l'album con le sopraccitate tracce dal vivo; alla fine venne inclusa anche una performance live di Let Me Be There che era stata già pubblicata tre anni prima sull'album Elvis: As Recorded Live on Stage in Memphis.
La prima edizione in CD aveva la scaletta originale e l'art work del disco in vinile. La riedizione del 2000 ha invece una copertina differente con una diversa foto di Elvis in concerto, vede eliminata la canzone Let Me Be There, e l'aggiunta dell'intero album From Elvis Presley Boulevard, Memphis, Tennessee come tracce dalla 10 alla 19.

## Accoglienza
Venne certificato disco d’oro e di platino dalla RIAA il 12 settembre del 1977; il 27 marzo 1992 ricevette anche quello di multiplatino; raggiunse il primo posto nella classifica Country e il terzo in quella generale stazionandovi per 31 settimane.

## Singoli
Il brano Moody Blue venne pubblicato come singolo all'inizio del 1977 e raggiunse la posizione numero 1 della classifica country di Billboard e la posizione numero 31 della classifica Pop. Way Down fu il secondo singolo estratto dall'album e pubblicato a inizio estate senza troppi consensi, ma risalì fino alla posizione numero 18 dopo la morte di Elvis in agosto (numero 1 in Gran Bretagna). L'album raggiunse la posizione numero 3 della classifica di Billboard sempre dopo il decesso di Presley.
Il terzo e ultimo singolo, una performance live di Unchained Melody abbellita in studio da effetti vari a sostegno della voce di Elvis ma non priva di una forte carica emotiva, raggiunse la posizione numero 6 nelle classifiche country.

## Tracce
Lato A
1. Unchained Melody (Alex North, Hy Zaret) - 2:36
2. If You Love Me (Let Me Know) (John Rostill) - 3:02
3. Little Darlin' (Maurice Williams) - 1:55
4. He'll Have to Go (Joe Allison, Audrey Allison) - 4:35
5. Let Me Be There (John Rostill) - 3:38

Lato B
1. Way Down (Layng Martine Jr.) - 2:41
2. Pledging My Love (Don Robey, Ferdinand Washington) - 2:50
3. Moody Blue (Mark James) - 2:53
4. She Thinks I Still Care (Dickey Lee Lipscomb) - 3:54
5. It's Easy for You (Andrew Lloyd Webber, Tim Rice) - 3:30[11]

## Formazione
- Elvis Presley - voce, pianoforte
- The Sweet Inspirations, Sherrill Nielson, Kathy Westmoreland, J.D. Sumner & The Stamps, Myrna Smith - cori